# Marie Myriam
Marie Myriam, pseudonimo di Miriam Lopes Elmosnino (Lualuabourg, 8 maggio 1957), è una cantante francese di origini portoghesi.

## Biografia
Marie Myrim è nata nel Congo belga dove passerà parte della sua infanzia da una famiglia di origine portoghese.
Ha debuttato nel mondo della musica nel 1976 con la canzone Ma colombe che otterrà un certo successo sia in Francia che nel Québec.
Nel 1977 ha vinto la selezione nazionale e rappresenta la Francia all'Eurofestival con la canzone L'oiseau et l'enfant, ispirata all'omonimo romanzo di Selma Lagerlöf, sbaragliando tutte le altre canzoni in gara.
Negli anni successivi ha inciso vari dischi destinati a ottenere un buon successo, e anche dischi per l'infanzia come la sigla del cartone animato Nils Holgersson (ニルス の ふしぎ な 旅?, Nirusu no Fushigi na Tabi).
Negli anni novanta si è ritirata per aiutare i genitori nella gestione del ristorante di famiglia ma per diversi anni è stata anche la portavoce francese nelle varie edizioni del concorso che l'ha vista vincitrice, e spesso ha anche fatto parte della giuria. A partire dal 1994 sono uscite compilation contenenti i suoi maggiori successi e qualche inedito.

## Vita privata
Marie Myriam è stata per un periodo fidanzata con l'imitatore Patrick Sébastien. In seguito ha sposato Michel Elmosnino, direttore artistico della Polydor: la coppia ha una figlia, Laureen, animatrice e cantante, e un figlio, Richard, fotografo e assistente alla regia.

## Discografia
- Toutes les chansons du monde (1977)
- Toujours partir (1979)
- Le coeur somnambule (1979)
- Les Visiteurs de Noël (1979)
- Chansons pour Casimir (1979)
- Le merveilleux voyage de Nils Holgersson aux pays des oies sauvages (1982)
- Sentimentale (1982)
- La plus belle chanson d'amour (1985)
- Vivre (1985)
- Nostalgia (1985)
- Tout est pardonné (1987)
- Dis-moi les silences (1988)
- En plein coeur (1988)
- Pour toi Arménie (1989)
- La solitude des rois (1989)
- Petit homme (1992)
- 14 plus grands succès (1994) compilation
- Atout (1995) compilation
- Charme (1996) compilation
- Encore (2007) compilation con inediti